# Belle Plaine, Iowa
Belle Plaine är en ort i Benton County i Iowa. Vid 2020 års folkräkning hade Belle Plaine 2 330 invånare.